# Худе Равне
Худе Равне (на словенски: Hude Ravne) е село в Словения, регион Средна Словения, община Лития. Според Националната статистическа служба на Република Словения през 2015 г. селото има 16 жители.